# 風たちの午後
『風たちの午後』（かぜたちのごご）は、1980年に製作された日本映画。矢崎仁司監督のデビュー作。この作品で、1982年、第3回ヨコハマ映画祭にて、自主製作映画賞を受賞した。
フィルムの劣化や使用楽曲の権利問題により、鑑賞の機会が限られていた作品だったが、2019年3月2日からは映画24区の配給により、デジタルリマスター版が上映され、2020年11月18日にはDVDが発売された。

## キャスト
- 夏子：綾せつ子
- 美津：伊藤奈穂美
- 阿竹真理
- 美津の男友達：杉田陽志